# Іщенко Михайло Михайлович
Іщенко Михайло Михайлович (нар. 25 січня 1930, с. Гомзіно, нині Бєлгородської обл., Російська Федерація – 04 січня 2008, Тернопіль, Україна)  — радянський й український лікар, науковець в галузі медицини, доктор медичних наук, професор.

## Біографія
М. М. Іщенко народився 25 січня 1930 року у Бєлгородьскій області РРФСР.  У 1957 році закінчив Харківській медичний інститут.
Доктор медичних наук з 1970 року;  професор з 1973 року.
Від 1960 року працював у Тернопільському національному медичному університеті. Був членом правління республіканського наукового медичного товариства невропатологів та психіатрів.
Помер 4 січня 2008 року у Тернополі.

### Наукова та лікарська діяльність
Є автором і співавтором 206 наукових праць, у тому числі двох монографій, навчального посібника, розділу «Нервові хвороби» в довіднику фельдшера (1997), п’яти методичних рекомендацій з діагностики та лікування захворювань нервової системи, патенту на винахід, інформаційного листа, 18 раціоналізаторських пропозицій.
Під його керівництвом виконано 1 докторську та 12 кандидатських дисертацій.
Вивчав проблеми лікування цереброваскулярних захворювань. Розробив втілений в практику охорони здоров’я 15 областей України метод гемодинамічного контролю і лікування ішемічних розладів мозкового кровообігу при стенозуючих ураженнях магістральних артерій голови та втілений в практику неврологічних закладів області спосіб лікування ішемічних порушень мозкового кровообігу антагоністами кальцію та антиагрегантними засобами.
Очолював правління Тернопільського обласного наукового медичного товариства невропатологів, виконував обов’язки члена Правління республіканського наукового медичного товариства невропатологів і психіатрів.

## Нагороди
- Медаль «Ветеран праці»,
- Значок «Відміннику охорони здоров’я».[2]